# Gregovce
Gregovce so naselje v Občini Brežice.

## Prebivalstvo
Etnična sestava 1991:
- Slovenci: 63 (87,5 %)
- Jugoslovani: 5 (6,9 %)
- Hrvati: 2 (2,8 %)
- Srbi: 1 (1,4 %)
- Ostali: 1 (1,4 %)